# Lago Monona
El lago Monona es un lago de drenaje de agua dulce en el condado de Dane, Wisconsin rodeado en tres lados por la ciudad de Madison (Wisconsin) y en el lado del sur por la ciudad de Monona, Wisconsin. Es el segundo más grande de una cadena de cuatro lagos a lo largo del río Yahara (también incluyendo Mendota, Kegonsa, y Waubesa) en el área y forma la orilla del sur istmo de la zona central de la ciudad de Madison. El nombre 'Monona' es palabra del chippewa se cree que pueda significar 'hermoso', aunque el lago fue nombrado originalmente por Winnebago el 'Tchee-ho-bo-kee-xa-te-la' o el 'lago Teepee'.
En este lago se estrelló en una avioneta, con 26 años de edad, el famoso cantante Otis Redding, que popularizó la canción "(Sittin' On) The Dock of the Bay".